# Шиллер-Парк (Іллінойс)
Шиллер-Парк (англ. Schiller Park) — селище (англ. village) в США, в окрузі Кук штату Іллінойс. Населення — 11 709 осіб (2020).

## Географія
Шиллер-Парк розташований за координатами 41°57′31″ пн. ш. 87°52′10″ зх. д. / 41.95861° пн. ш. 87.86944° зх. д. (41.958629, -87.869319).  За даними Бюро перепису населення США в 2010 році селище мало площу 7,17 км², уся площа — суходіл.

## Демографія
Згідно з переписом 2010 року, у селищі мешкали 11 793 особи в 4359 домогосподарствах у складі 3024 родин. Густота населення становила 1644 особи/км².  Було 4698 помешкань (655/км²).
Расовий склад населення:
| - 80,7 % — білих - 5,9 % — азіатів - 1,9 % — чорних або афроамериканців - 0,5 % — корінних американців - 9,2 % — осіб інших рас |

До двох чи більше рас належало 1,9 %. Частка іспаномовних становила 24,1 % від усіх жителів.
За віковим діапазоном населення розподілялося таким чином: 21,1 % — особи молодші 18 років, 67,8 % — особи у віці 18—64 років, 11,1 % — особи у віці 65 років та старші. Медіана віку мешканця становила 35,2 року. На 100 осіб жіночої статі у селищі припадало 103,3 чоловіків;  на 100 жінок у віці від 18 років та старших — 103,1 чоловіків також старших 18 років.
Середній дохід на одне домашнє господарство  становив 60 400 доларів США (медіана — 49 111), а середній дохід на одну сім'ю — 67 829 доларів (медіана — 57 074). Медіана доходів становила 44 120 доларів для чоловіків та 32 393 долари для жінок. За межею бідності перебувало 11,6 % осіб, у тому числі 20,7 % дітей у віці до 18 років та 3,7 % осіб у віці 65 років та старших.
Цивільне працевлаштоване населення становило 5991 осіб. Основні галузі зайнятості: освіта, охорона здоров'я та соціальна допомога — 15,5 %, виробництво — 13,8 %, мистецтво, розваги та відпочинок — 13,0 %.